# Бебреш
Вижте пояснителната страница за други значения на Бебреш.
Бебреш е река в Северна България, Софийска област, общини Ботевград и Правец, ляв приток на Малки Искър. Дължината ѝ е 46 km.

## Географска характеристика

### Извор, течение, устие
Река Бебреш извира на 1 km северозападно от връх Звездец в Етрополска планина, Западна Стара планина, на 1430 m н.в. под името Клисура. До село Врачеш тече в дълбока залесена долина между планините Било на североизток и Мургаш на югозапад, след което навлиза в Ботевградската котловина. В землището на село Новачене рязко завива на изток, пресича рида Гола глава на Предбалкана през Новаченския пролом и при село Своде се влива отляво в река Малки Искър на 215 m н.в.

### Водосборен басейн, притоци, хидрографски показатели
Площта на водосборния басейн на реката е 492 km2, което представлява 38,3% от водосборния басейн на река Малки Искър.
Основни притоци: → ляв приток, ← десен приток
- → Тиовска река
- → Водиовска река
- ← Твърдомещница
- → Бела река
- → Косачица
- → Чешковица (влива се при село Врачеш)
- → Конаревец (влива се при село Скравена)
- ← Калница
- → Боговина
- → Рударка
- → Пелинишки дол

Средногодишният отток на реката в устието ѝ е 4,2 4,2 m3/s, като максимумът е през април-юни, а минимумът юли-октомври.

## Селища, стопанско значение
По долината на реката са разположени 3 села и няколко махали и местности в община Ботевград: Врачеш, Скравена, Боженица, Новачене – махала Селището и местност Еловец, Липница – махала Ръждавец и махала Тотовци, Своде – махала Своденски Корман и махала Чуката, и Ботевград – в.з. Чеканица и местност Зелин.
Реката и разположеният на нея над село Врачеш едноименен язовир осигуряват вода за напояване и за питейни нужди на Ботевградската котловина. Общият ѝ годишен отток, измерен под язовира, е 14,175 млн. m³. В язовир „Бебреш" има предимно мряна (черна и бяла) и клен. Срещат се също уклей и кротушки. В язовира се е развъдил и костур. Често посещавано място за риболов е вливането на реката в язовира.
В долината на реката, на протежение от 21,7 km минава Републикански път I-1 от Държавната пътна мрежа Видин – София – Кулата през прохода Витиня („старият“ път). При построяване на автомагистралата „Хемус", пресичащият я виадукт също е наречен на реката. На първокласния път край реката през 1971 г. загиват при катастрофа Георги Аспарухов (Гунди) и Никола Котков. Мястото на катастрофата, сега под виадукта, е известно като Гунди и Котков.

## Забележителности, Туризъм
Близо до реката, в местността Баткун на Лакавишкия рид, е разположен Скравенският (Новаченски) манастир „Преображение Господне“, основан по време на Втората българска държава.
Каньонът след село Боженица е интересен обект за катерене.

## Топографска карта
- Лист от карта K-34-48. Мащаб: 1 : 100 000.
- Лист от карта K-34-36. Мащаб: 1 : 100 000.